# Fußball-Welttorhüter des Jahres
Als „(Fußball-)Welttorhüter des Jahres“ werden die Gewinner folgender Auszeichnungen bezeichnet:
- IFFHS-Welttorhüter des Jahres, eine von der International Federation of Football History & Statistics (IFFHS) vergebene Auszeichnung (seit 1987)
- FIFA-Welttorhüter des Jahres, eine von der FIFA als Pendant zum FIFA-Weltfußballer des Jahres vergebene Auszeichnung (seit 2017)
- Jaschin-Trophäe, eine von France Football als Pendant zum Ballon d’Or vergebene Auszeichnung (seit 2019)

Als „(Fußball-)Welttorhüterin des Jahres“ werden die Gewinnerinnen folgender Auszeichnungen bezeichnet:
- IFFHS-Welttorhüterin des Jahres, eine von der International Federation of Football History & Statistics (IFFHS) vergebene Auszeichnung (seit 2012)
- FIFA-Welttorhüterin des Jahres, eine von der FIFA vergebene Auszeichnung (seit 2019)

## Geschichte

### Männer
Seit 1987 kürt die International Federation of Football History & Statistics (IFFHS) den IFFHS-Welttorhüter des Jahres. 2017 führte die FIFA die Wahl zum FIFA-Welttorhüter des Jahres als Pendant zum FIFA-Weltfußballer des Jahres ein. 2019 zog die französische Fachzeitschrift France Football mit der Jaschin-Trophäe als Pendant zum Ballon d’Or nach, setzte alle seine Auszeichnungen 2020 jedoch aufgrund der Saisonabbrüche und -unterbrechungen wegen der COVID-19-Pandemie aus.
2021 gab es mit Gianluigi Donnarumma (IFFHS-Welttorhüter und Jaschin-Trophäe) und Édouard Mendy (FIFA-Welttorhüter) erstmals zwei verschiedene „Welttorhüter des Jahres“. Dies wiederholte sich 2022, als Thibaut Courtois  (IFFHS-Welttorhüter und Jaschin-Trophäe) und Emiliano Martínez (FIFA-Welttorhüter) ausgezeichnet wurden.

### Frauen
Die International Federation of Football History & Statistics (IFFHS) kürt seit 2012 auch die Welttorhüterin des Jahres des Jahres. Die FIFA führte die Wahl zur FIFA-Welttorhüterin des Jahres 2019 ein. 2022 gab es mit Christiane Endler (IFFHS-Welttorhüterin) und Mary Earps (FIFA-Welttorhüterin) zum bisher einzigen Mal zwei verschiedene „Welttorhüterinnen des Jahres“.

## Gewinner

### Männer
Die nachfolgende Liste nennt alle Torhüter, die als „Welttorhüter“ gelten.
| Jahr | IFFHS-Welttorhüter   | IFFHS-Welttorhüter   | IFFHS-Welttorhüter  |
| ---- | -------------------- | -------------------- | ------------------- |
| 1987 | Jean-Marie Pfaff     | Jean-Marie Pfaff     | Jean-Marie Pfaff    |
| 1988 | Rinat Dassajew       | Rinat Dassajew       | Rinat Dassajew      |
| 1989 | Walter Zenga         | Walter Zenga         | Walter Zenga        |
| 1990 | Walter Zenga         | Walter Zenga         | Walter Zenga        |
| 1991 | Walter Zenga         | Walter Zenga         | Walter Zenga        |
| 1992 | Peter Schmeichel     | Peter Schmeichel     | Peter Schmeichel    |
| 1993 | Peter Schmeichel     | Peter Schmeichel     | Peter Schmeichel    |
| 1994 | Michel Preud’homme   | Michel Preud’homme   | Michel Preud’homme  |
| 1995 | José Luis Chilavert  | José Luis Chilavert  | José Luis Chilavert |
| 1996 | Andreas Köpke        | Andreas Köpke        | Andreas Köpke       |
| 1997 | José Luis Chilavert  | José Luis Chilavert  | José Luis Chilavert |
| 1998 | José Luis Chilavert  | José Luis Chilavert  | José Luis Chilavert |
| 1999 | Oliver Kahn          | Oliver Kahn          | Oliver Kahn         |
| 2000 | Fabien Barthez       | Fabien Barthez       | Fabien Barthez      |
| 2001 | Oliver Kahn          | Oliver Kahn          | Oliver Kahn         |
| 2002 | Oliver Kahn          | Oliver Kahn          | Oliver Kahn         |
| 2003 | Gianluigi Buffon     | Gianluigi Buffon     | Gianluigi Buffon    |
| 2004 | Gianluigi Buffon     | Gianluigi Buffon     | Gianluigi Buffon    |
| 2005 | Petr Čech            | Petr Čech            | Petr Čech           |
| 2006 | Gianluigi Buffon     | Gianluigi Buffon     | Gianluigi Buffon    |
| 2007 | Gianluigi Buffon     | Gianluigi Buffon     | Gianluigi Buffon    |
| 2008 | Iker Casillas        | Iker Casillas        | Iker Casillas       |
| 2009 | Iker Casillas        | Iker Casillas        | Iker Casillas       |
| 2010 | Iker Casillas        | Iker Casillas        | Iker Casillas       |
| 2011 | Iker Casillas        | Iker Casillas        | Iker Casillas       |
| 2012 | Iker Casillas        | Iker Casillas        | Iker Casillas       |
| 2013 | Manuel Neuer         | Manuel Neuer         | Manuel Neuer        |
| 2014 | Manuel Neuer         | Manuel Neuer         | Manuel Neuer        |
| 2015 | Manuel Neuer         | Manuel Neuer         | Manuel Neuer        |
| 2016 | Manuel Neuer         | Manuel Neuer         | Manuel Neuer        |
| Jahr | Jaschin-Trophäe      | IFFHS-Welttorhüter   | FIFA-Welttorhüter   |
| 2017 | –*                   | Gianluigi Buffon     | Gianluigi Buffon    |
| 2018 | –*                   | Thibaut Courtois     | Thibaut Courtois    |
| 2019 | Alisson              | Alisson              | Alisson             |
| 2020 | –**                  | Manuel Neuer         | Manuel Neuer        |
| 2021 | Gianluigi Donnarumma | Gianluigi Donnarumma | Édouard Mendy       |
| 2022 | Thibaut Courtois     | Thibaut Courtois     | Emiliano Martínez   |
| 2023 | Emiliano Martínez    | Ederson              | Ederson             |
| 2024 | Emiliano Martínez    | Emiliano Martínez    | Emiliano Martínez   |

* ab 2019
** wegen der Einschränkungen durch die Corona-Pandemie wurden im Jahr 2020 Ballon d’Or und Jaschin-Trophäe nicht vergeben

### Frauen
Die nachfolgende Liste nennt alle Torhüterinnen, die als „Welttorhüterinnen“ gelten.
| Jahr | IFFHS-Welttorhüterin | IFFHS-Welttorhüterin |
| ---- | -------------------- | -------------------- |
| 2012 | Hope Solo            | Hope Solo            |
| 2013 | Hope Solo            | Hope Solo            |
| 2014 | Hope Solo            | Hope Solo            |
| 2014 | Almuth Schult        |                      |
| 2015 | Hope Solo            | Hope Solo            |
| 2016 | Sarah Bouhaddi       | Sarah Bouhaddi       |
| 2017 | Sarah Bouhaddi       | Sarah Bouhaddi       |
| 2018 | Sarah Bouhaddi       | Sarah Bouhaddi       |
| Jahr | IFFHS-Welttorhüterin | FIFA-Welttorhüterin  |
| 2019 | Sari van Veenendaal  | Sari van Veenendaal  |
| 2020 | Sarah Bouhaddi       | Sarah Bouhaddi       |
| 2021 | Christiane Endler    | Christiane Endler    |
| 2022 | Christiane Endler    | Mary Earps           |
| 2023 | Mary Earps           | Mary Earps           |
| 2024 | Alyssa Naeher        | Alyssa Naeher        |